# آدالبرتو مارتينز
آدالبرتو مارتينز (بالإسبانية: Adalberto Martínez "Resortes")‏ هو ممثل مكسيكي، ولد في 25 يناير 1916 بمدينة مكسيكو في المكسيك، وتوفي بنفس المكان في 4 أبريل 2003 بسبب نفاخ رئوي.

## وصلات خارجية
- آدالبرتو مارتينز على موقع IMDb (الإنجليزية)
- آدالبرتو مارتينز على موقع قاعدة بيانات الفيلم (الإنجليزية)